# Colletes caskanus
Colletes caskanus är en biart som först beskrevs av Embrik Strand 1919.  Colletes caskanus ingår i släktet sidenbin, och familjen korttungebin. Inga underarter finns listade i Catalogue of Life.